# Список умерших в 1354 году
В этой статье представлен список известных людей, умерших в 1354 году. См. также: Категория:Умершие в 1354 году

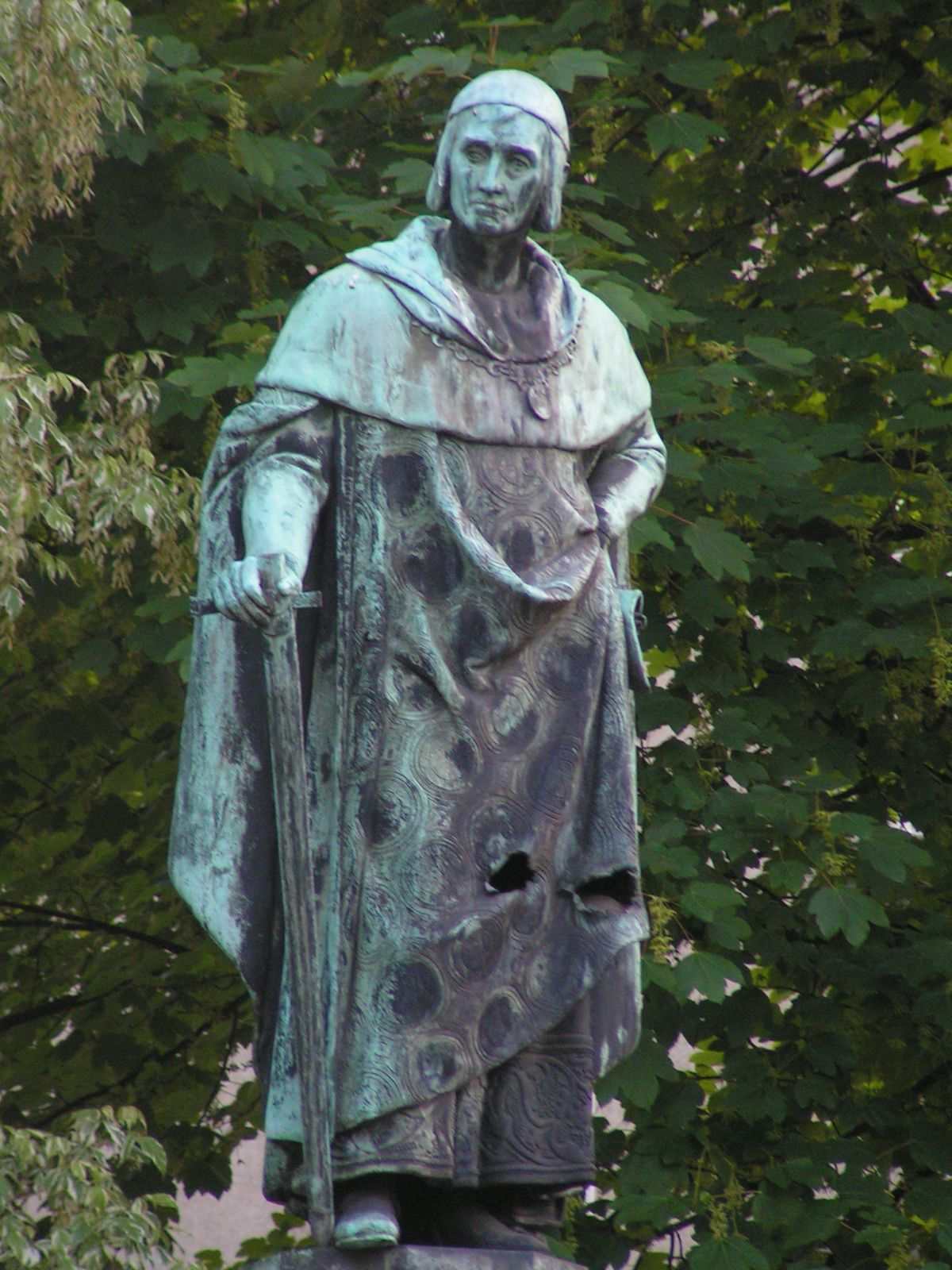
Бодуэн Люксембургский

Китабатаке Чикафуса

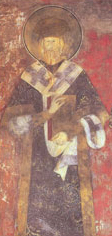
Иоанникий II

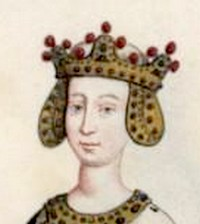
Мария д’Авен

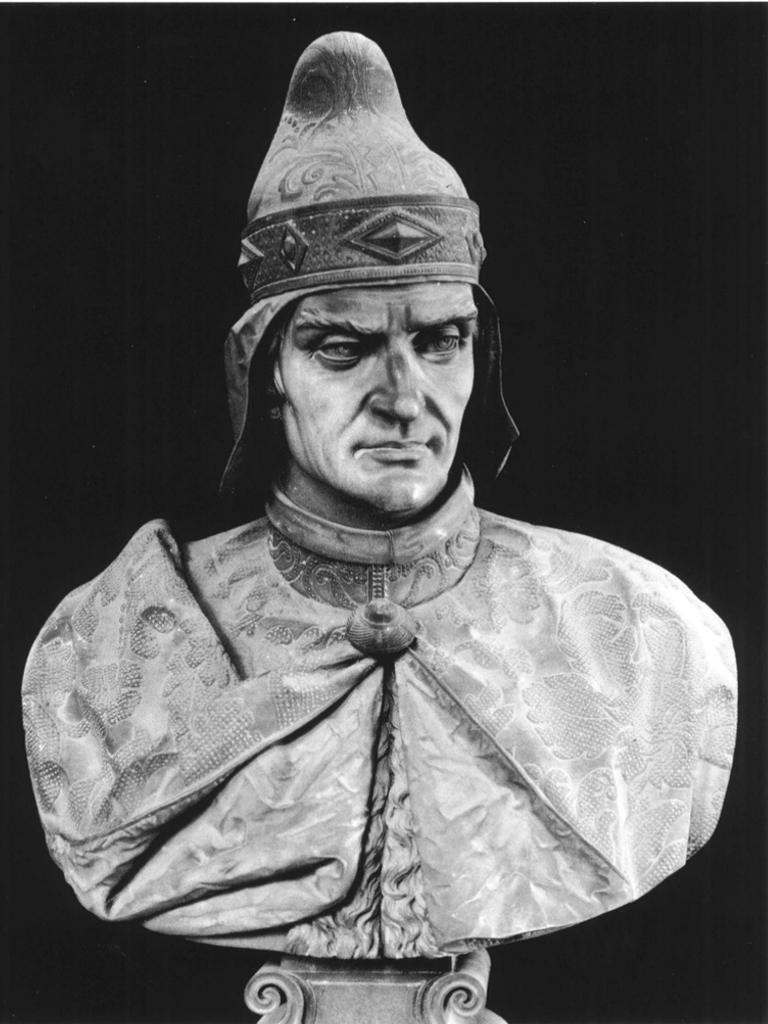
Андреа Дандоло

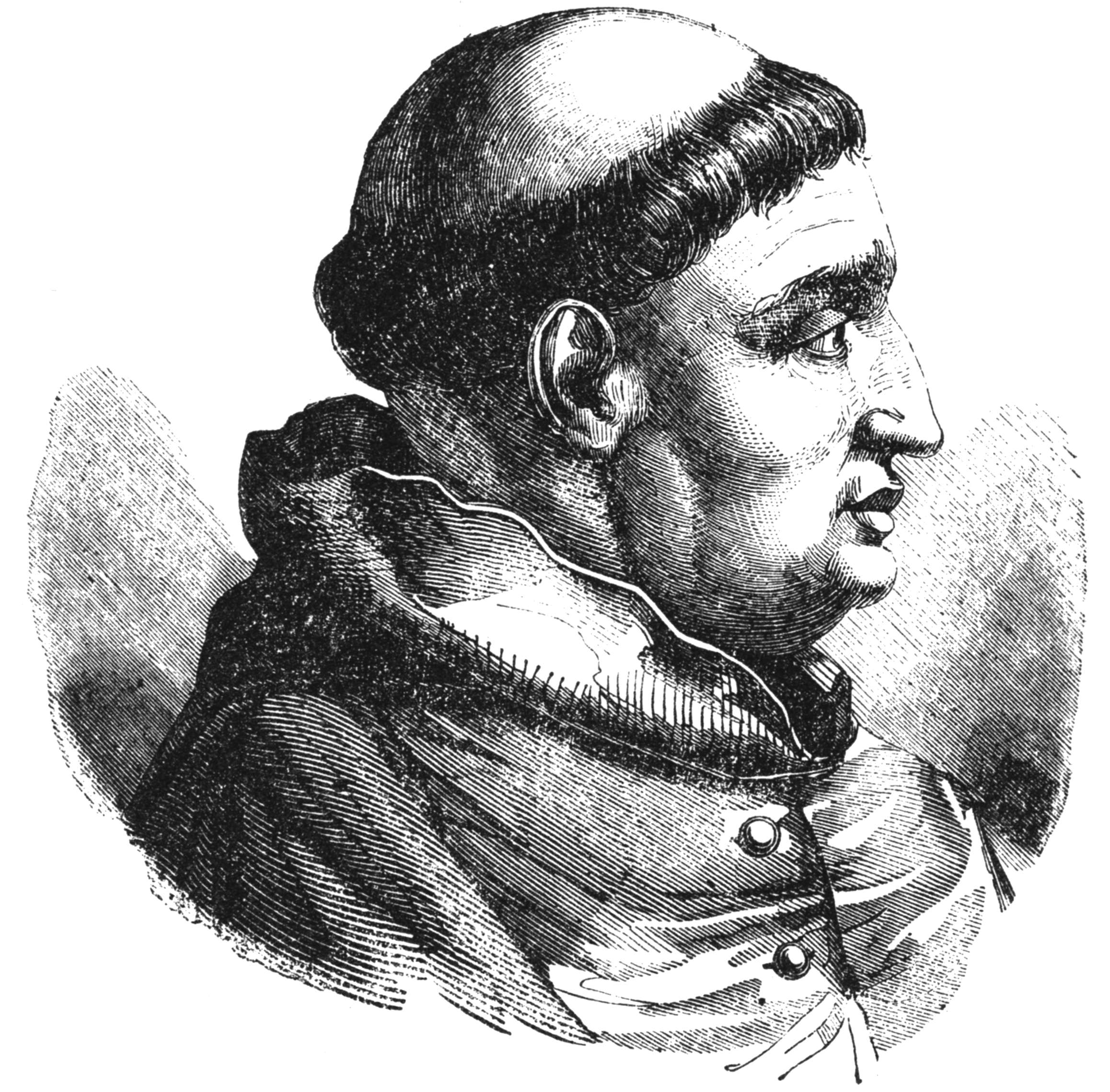
Джованни Висконти

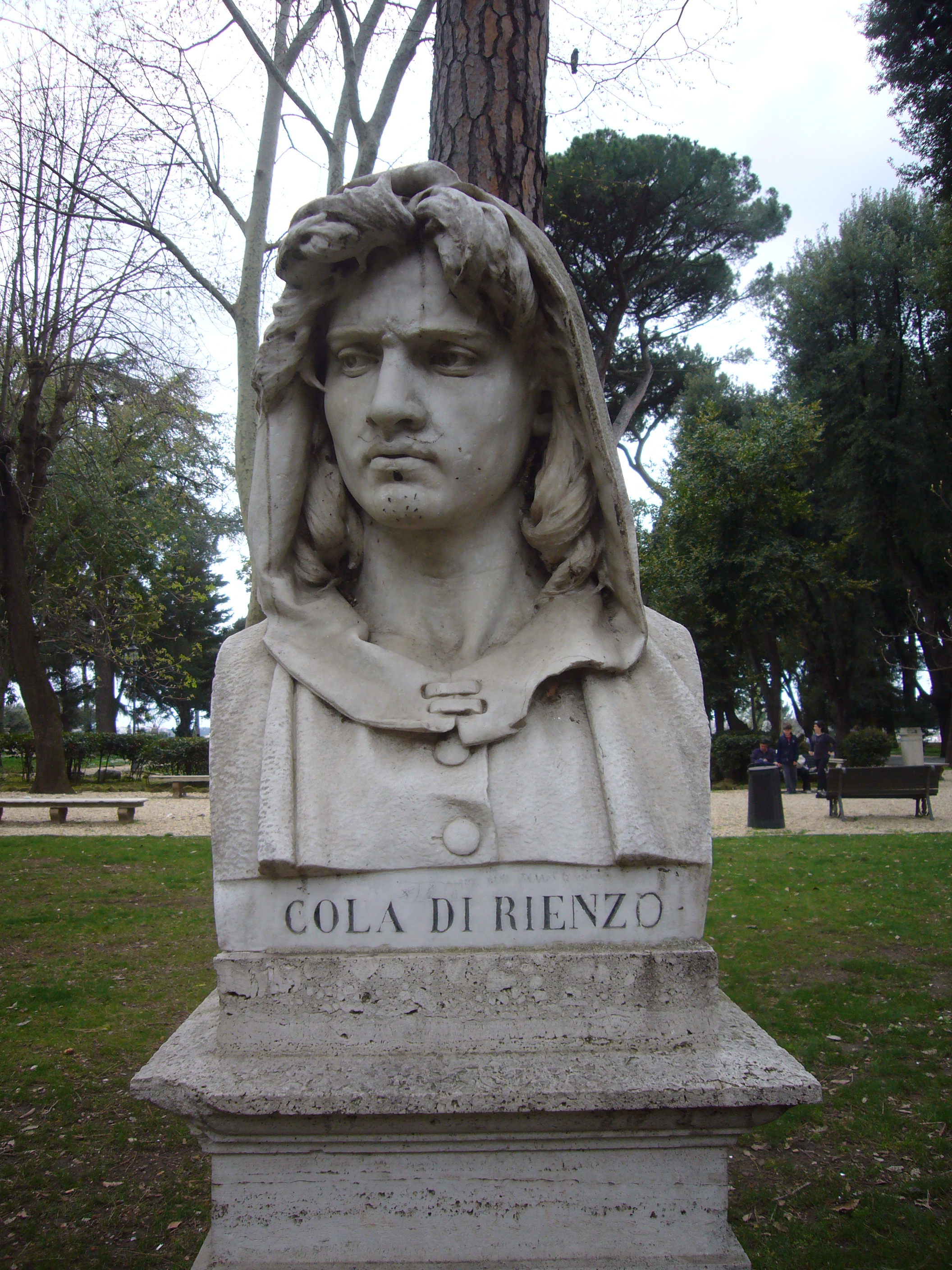
Кола ди Риенцо

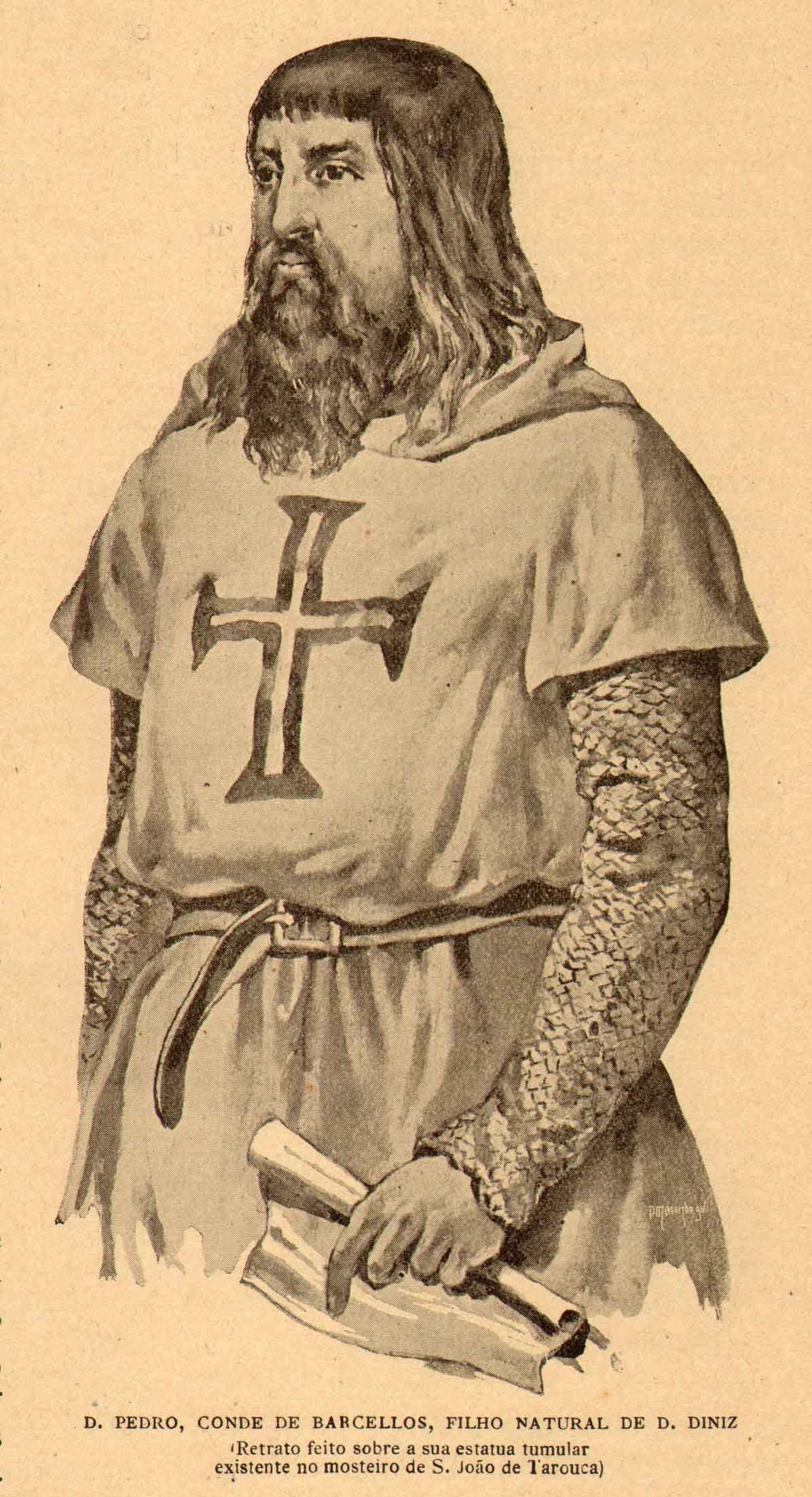
Педру Афонсу, 3-й граф де Барселуш

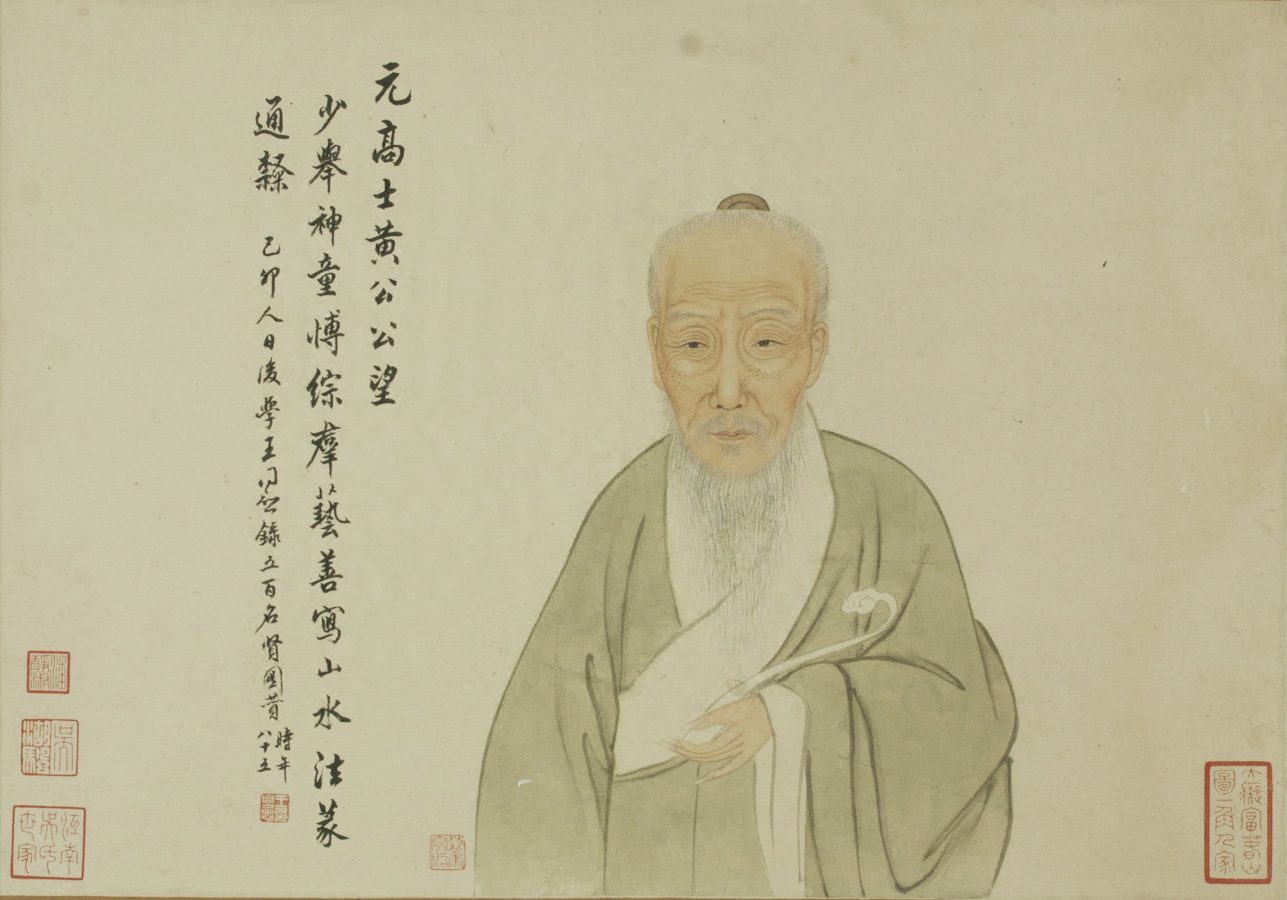
Хуан Гунван

## Январь
- 8 января — Карл де ла Серда — граф Ангулемский (1350—1354), коннетабль Франции (1351—1354), убит по приказу короля Наварры Карла Злого.
- 16 января — Жанна де Шатильон — герцогиня-консорт Афин (1308—1311), жена Готье V де Бриенна, титулярная герцогиня афинская и княгиня Аргоса и Навплиона (1311—1354)
- 21 января — Бодуэн Люксембургский — курфюрст и архиепископ Трирский (1307—1354), администратор Майнцского архиепископства (1328—1336), администратор Вормского епископства (1331—1343).

## Февраль
- 25 февраля — Фрегнано делла Скала[фр.] — итальянский кондотьер, сын правителя Вероны Мастино II делла Скала, поднявший мятеж против брата Конгранде II делла Скала в феврале 1354 года; убит

## Апрель
- 17 апреля — Ральф Стратфорд[англ.] — епископ Лондона (1340—1354)
- 21 апреля — Генрих фон Фримар[нем.] — немецкий теолог

## Июнь
- 1 июня — Китабатаке Тикафуса[англ.] — японский писатель и военный деятель, советник императоров южного двора
- 3 июня — Франческо да Аркуата[итал.] — итальянский проповедник фратичелли, сожжён на костре инквизиции в Авиньоне.
- 5 июня — Адольф VII, граф Шауэнбурга и Гольштейн-Пиннеберга (1315—1354).
- 28 июня — Берхард IV[англ.] — князь Ангальт-Бернбурга (1348—1354)

## Август
- 9 августа — Иштван (21) — герцог Славонии, принц Венгерско-хорватской унии, штатгальтер Трансильвании, Славонии, Далмации и Хорватии (1350—1354); эпидемия или несчастный случай.
- 29 августа — Фра Мориале[англ.] — провансальский наёмник-кондотьер, полководец венгерского короля Людовика I Великого; казнён по приказу Кола ди Риенцо
- Елизавета де Монфор, баронесса Монтегю[англ.] — баронесса-консорт Монтегю (1316—1319), жена Уильяма Монтегю, 2-го барона Монтегю, мать Уильяма Монтегю, 1-го графа Солсбери

## Сентябрь
- 3 сентября — Иоанникий II — архиепископ сербский (1338—1346), первый Патриарх Сербский (1346—1354), святой Сербской православной церкви.
- 4 сентября — Мария д’Авен — дочь графа Голландии и Зеландии Жана II д’Авена, сеньора-консорт де Бурбон (1310—1327), графиня-консорт де Клермон-ан-Бовези (1317—1327, 1331—1342), графиня-консорт де Ла Марш (1327—1341), первая герцогиня-консорт де Бурбон (1327—1342), жена Людовика I де Бурбон.
- 7 сентября — Андреа Дандоло (48) — венецианский дож (1342—1354), по легенде покончил с собой разбив голову о мачту, после поражения в битве.
- 28 сентября:
  - Жуан Афонсу де Альбукерке — португальский и кастильский политик, канцлер Кастилии (1350—1353); вероятно, отравлен по приказу Педро Жестокого;
  - Франсуа Прево[нем.] — епископ Лозанны (1347—1354).

## Октябрь
- 5 октября — Джованни Висконти — епископ Новары (1331 — 1339), правитель Милана (1339—1354), архиепископ Милана (1342—1354).
- 8 октября — Кола ди Риенцо — итальянский политический деятель, трибун римского народа и народный повстанческий лидер (1347, 1354); убит.
- 19 октября — Юсуф I ибн Исмаил (36) — эмир Гранады (1333—1354), убит сумасшедшим.
- 23 октября — Ульрих V[англ.] — граф Пфаннберг, губернатор Горньи град (1322—1337), маршал Австрии (1330—1335), губернатор Каринтии (1330—1335)
- 31 октября — Уильям де Клинтон — 2-й барон Клинтон (1330—1354), 1-й и единственный граф Хантингдон (1337—1354), лорд-смотритель Пяти портов (1330—1348).

## Дата неизвестна или требует уточнения
- Альбоино делла Скала[итал.] — итальянский политик, сын правителя Вероны Кан Гранде I делла Скала; казнён (повешен) как мятежник
- Анри II де Вийяр[фр.] — епископ Вивье (1331—1336), епископ Валанса (1336—1342), архиепископ Лиона (1342—1354)
- Балдракко Малабайла[итал.] — епископ Асти (1348—1354).
- Беатриса Венгерская, неаполитанская принцесса, дофина Вьеннская.
- Бушар VI де Вандом — граф Вандома и сеньор Кастра (1315—1354)
- Владислав Котроманич — бан Боснии (1326—1353). Отрёкся от престола в пользу своего 15-летнего сына Твртко.
- Диего Рамирес де Гусман[англ.] — епископ Леона (1344—1354)
- Джон Стонор[англ.] — главный судья Англии общей юрисдикции Англии (1329—1331, 1335—1341, 1342—1354), главный судья Суда казначейства (1331—1334)
- Дмитрий Фёдорович — князь стародубский (1330—1354)
- Иван Фёдорович, удельный князь Галицкий (1335—1354).
- Ирина Асень, жена византийского императора Иоанна VI Кантакузина.
- Коноэ Мотоцугу[англ.] — японский дворянин, кампаку (1337—1338)
- Конрад фон Лихтенштейн[нем.] — епископ Кимзе (1330—1354)
- Николай IV Верле[нем.] — сеньор Верле Гольдберг (1350—1354)
- Пандольфо Капоцци[фр.] — итальянский псевдокардинал (1329—1354)
- Педру Афонсу, 3-й граф де Барселуш — побочный сын португальского короля Диниша I. условно считается последним галисийско-португальским трубадуром
- Сесиль де Комменж — дочь графа де Комменж Бернара VII, графиня-консорт д’Астарак (1328—1330), жена Аманьё д’Астарака, маркиза-консорт Монферрато (1337—1354), жена Джованни II.
- Томаш Сеченьи — венгерский дворянин, воевода Трансильвании (1321—1342), мастер казначейства (1342—1343), председатель Верховного суда (1349—1354).
- Ричард Суайнсхед — математик, механик, философ и логик, самый видный представитель группы Оксфордских калькуляторов.
- У Чжэнь — китайский художник эпохи Юань, входит в группу «Четырёх выдающихся мастеров эпохи Юань».
- Вернер Урслинген — итальянский кондотьер немецкого происхождения. Известен как предводитель самого большого отряда наёмников этого периода — «Великой компании».
- Хуан Гунван — китайский художник эпохи Юань, входит в группу «Четырёх выдающихся мастеров эпохи Юань».
- Эдмунд де Гримсби[англ.] — первый мастер свитков Ирландии (1333)
- Юрий Ярославич — князь муромский (1345—1354).
- Ян II из Михаловиц, чешский аристократ из панского рода панов из Михаловиц, заседатель Чешского земского суда.